# Luppia

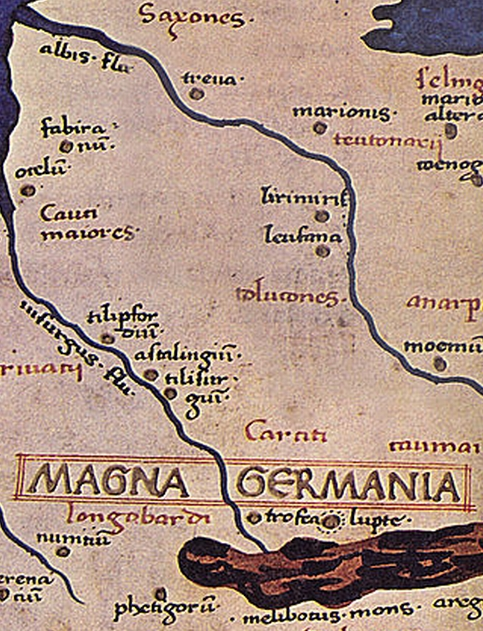
Lage von Luppia auf der Karte des Ptolemäus

Luppia (griechisch Λουππία) ist ein Ortsname, der im  von Ptolemäus um das Jahr 150 erstellten Atlas Geographia erwähnt wird.
Lange Zeit konnte der Ort nicht lokalisiert werden.
Seit den Untersuchungen eines interdisziplinären Forscherteams um Andreas Kleineberg, der die Angaben von Ptolemäus neu untersuchte, wird Luppia auf das Gebiet des heutigen Bernburg (Saale) in Sachsen-Anhalt festgelegt.
Die entzerrten Koordinaten der TU Berlin sind 51°59' und 11°34'.
Das ist 3,1 km süd-Östlich von Sülzetal.
Der umgerechnete Ort ist 23,2 km entfernt von Bernburg.
Bernburg erfüllt nicht die Genauigkeitsvorgaben der TU Berlin.